# طاعون آتن

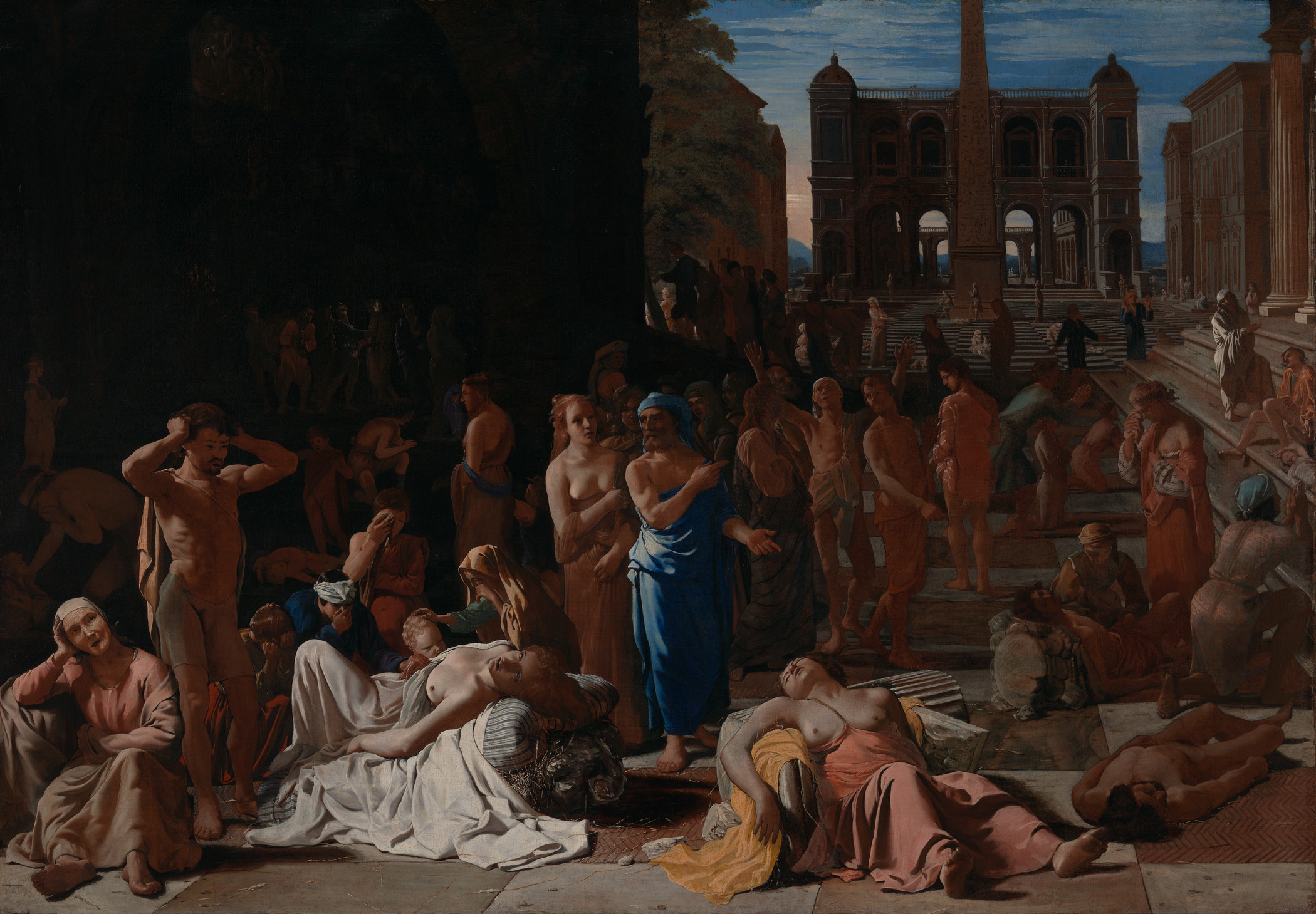
یک نقاشی از طاعون آتن اثر میشل سورتس

طاعون آتن بین سال‌های ۴۳۰ تا ۴۲۶ قبل از میلاد گسترش یافت و جان تعداد زیادی از انسان‌ها را گرفت.

## شمار کشته‌ها
در طول جنگ پلوپونزی، تب حصبه باعث کشته شدن یک چهارم از سربازان آتنی، و یک چهارم از جمعیت در طی چهار سال شد. این بیماری به طرز مهمی تسلط آتن را تضعیف کرد، اما کشندگی شدید این بیماری مانع از گسترش گسترده‌تر آن شد.

## علت پایان همه‌گیری
کشندگی شدید این بیماری مانع از گسترش گسترده‌تر آن شد. چراکه این ویروس میزبان خود را با سرعتی بیشتر از آن که که بتواند آنرا گسترش دهد، می‌کشت.

## علت
علت دقیق طاعون سال‌ها ناشناخته بود. در ژانویه سال ۲۰۰۶، محققان دانشگاه آتن دندان‌های کشف شده از گور دسته‌جمعی در زیر شهر را مورد تجزیه و تحلیل قرار دادند و وجود باکتری‌های مسئول حصبه را تأیید کردند.